# Neckera obtusifolia
Neckera obtusifolia là một loài Rêu trong họ Neckeraceae. Loài này được Taylor miêu tả khoa học đầu tiên năm 1848.